# 美土里りんご
美土里 りんご（みどり りんご、1979年10月4日 - ）は三重県多気郡多気町相可出身の演歌歌手。Prosper-Leo所属。
身長152cm、体重46kg、スリーサイズB84・W62・H87。
2009年に徳間ジャパンコミュニケーションズより『道の駅』でデビュー。

## 人物
- 本名は「平野みどり」、愛称は「みどりんご」。
- 三重県立相可高等学校食物調理科卒業。
- 2000年から2003年までの間、藤澤実樹子とのアイドルユニット「ミラクルツインスタア」のメンバーとして活動していた。
- 2009年5月8日に芸名を「平野みどり」から改名。
- 金澤未咲とのユニット「ザ・ココナッツ」で出演することもある。

## 受賞歴
- 1999年11月 『Jaccomミュージックフェスティバル』 文部大臣賞受賞

## 作品
- 『道の駅』（c/w『夢花火』）（PRCD-1427：2009年6月25日）
- 『陸中恋挽歌』（c/w『みちのく虹の旅』）（TKCA-90392：2010年8月4日）…この曲のみ「香川みどり」名義。

## 出演

### インターネットテレビ番組
- I LOVE みどりんご（ネットライブ、不定期だが概ね月1回放映あり）